# Słowacka Unia Chrześcijańska i Demokratyczna – Partia Demokratyczna
Słowacka Unia Chrześcijańska i Demokratyczna – Partia Demokratyczna (Slovenská demokratická a kresťanská únia – Demokratická strana, SDKÚ-DS) – słowacka centroprawicowa partia polityczna o profilu konserwatywno-liberalnym i chrześcjiańsko-demokratycznym. Należała do Europejskiej Partii Ludowej.

## Historia
Partia powstała 14 lutego 2000 jako Słowacka Unia Chrześcijańska i Demokratyczna (Slovenská demokratická a kresťanská únia) z inicjatywy premiera Mikuláša Dzurindy w ramach Słowackiej Koalicji Demokratycznej. Spośród pięciu ugrupowań tworzących SDK jedynie Unia Demokratyczna zdecydowała się w całości na akces do nowej formacji.
W wyborach parlamentarnych w 2002 partia zdobyła 15,1%, głosów zajmując drugie miejsce i 28 mandatów (na 150) była za Ruchem dla Demokratycznej Słowacji Vladimíra Mečiara. Utworzyła koalicję rządową z Partią Węgierskiej Koalicji, Chrześcijańskim Ruchem Demokratycznym i Sojuszem Nowych Obywateli. Przewodniczący SDKÚ Mikuláš Dzurinda pozostał premierem na kolejną kadencję. W okresie jego rządów doszło do szeregu zmian, głównie gospodarczych. W tym czasie na Słowacji zaszły ogromne zmiany, przede wszystkim gospodarcze. Wprowadzono m.in. podatek liniowy, podjęto działania prowadzące do obniżenia kosztów zatrudnienia pracowników, prywatyzacji większości państwowych przedsiębiorstw oraz komercjalizacji służby zdrowia i państwowego szkolnictwa.
W wyborach prezydenckich w 2004 kandydat partii na to stanowisko Eduard Kukan w pierwszej turze zajął trzecie miejsce z poparciem 22,1% (o 0,2% za mało, aby znaleźć się w drugiej turze). W 2009 partię reprezentowała Iveta Radičová, która przegrała ostatecznie z ubiegającym się o reelekcję urzędującym prezydentem. W wyborach do Parlamentu Europejskiego SDKÚ osiągnęła 17,1% głosów i zajęła pierwsze miejsce, co dało jej 3 mandaty. Pięć lat później uzyskała 2 mandaty w Strasburgu.
W 2006 do ugrupowania przyłączyła się ostatecznie Partia Demokratyczna (Demokratická strana) Ľudovíta Kaníka, co doprowadziło do przyjęcia nowej nazwy SDKÚ-DS. W wyborach w 2006 partia była druga za lewicowo-populistycznym SMER-em, zdobywając 18,35% i 31 mandatów. Nie udało się jej jednak stworzyć koalicji mającej większość parlamentarną. W wyborach w 2010 uzyskała 15% głosów poparcia i 28 miejsc w Radzie Narodowej. Przystąpiła do rozmów koalicyjnych z ugrupowaniami centroprawicy, współtworzyła rząd Ivety Radičovej. W 2012 utraciła znaczną część poparcia i znalazła się w opozycji. Nowym przewodniczącym partii został Pavol Frešo. W 2014 formacja utrzymała dwuosobową reprezentację w Europarlamencie. Partia przechodziła kolejne rozłamy, utraciła klub poselski, w 2014 z członkostwa w SDKÚ-DS zrezygnował Mikuláš Dzurinda.
W 2016 partia otrzymała niespełna 0,3% głosów i znalazła się poza parlamentem.

## Poparcie
| Wybory | Poparcie | Zmiana punktów procentowych | Mandaty (Rada Narodowa) | Zmiana |
| ------ | -------- | --------------------------- | ----------------------- | ------ |
| 2002   | 15,1%    | –                           | 28                      | –      |
| 2006   | 18,4%    | +3,3                        | 31                      | +3     |
| 2010   | 15,4%    | –3,0                        | 28                      | –3     |
| 2012   | 6,1%     | –9,3                        | 11                      | –17    |
| 2016   | 0,3%     | –5,8                        | 0                       | –11    |
| 2023   | 0,0%     | –                           | 0                       | –      |

| Wybory | Poparcie | Zmiana punktów procentowych | Mandaty | Zmiana | L. miejsc dla Słowacji |
| ------ | -------- | --------------------------- | ------- | ------ | ---------------------- |
| 2004   | 17,1%    | –                           | 3       | –      | 14                     |
| 2009   | 17,0%    | –0,1                        | 2       | –1     | 13                     |
| 2014   | 7,8%     | –9,2                        | 2       | –      | 13                     |

| Wybory | Kandydat       | Głosowanie | Poparcie | Uwagi                             |
| ------ | -------------- | ---------- | -------- | --------------------------------- |
| 2004   | Eduard Kukan   | I tura     | 22,1%    | Kandydat nie przeszedł do II tury |
| 2009   | Iveta Radičová | I tura     | 38,1%    | Przejście do II tury              |
| 2009   | Iveta Radičová | II tura    | 44,5%    | Przegrana                         |